# Gunung Karang (berg i Indonesien, Aceh, lat 3,73, long 96,91)
Gunung Karang är ett berg i Indonesien.   Det ligger i provinsen Aceh, i den västra delen av landet, 1 600 km nordväst om huvudstaden Jakarta. Toppen på Gunung Karang är 337 meter över havet.
Terrängen runt Gunung Karang är kuperad åt sydväst, men åt nordost är den bergig. Runt Gunung Karang är det ganska glesbefolkat, med 35 invånare per kvadratkilometer. I omgivningarna runt Gunung Karang växer i huvudsak städsegrön lövskog.